# Heavy metal africain
Le heavy metal africain est un genre musical dérivé du rock. Il se caractérise par l'utilisation de genres métalliques européens et américains, souvent combinés avec les instruments et les styles musicaux africains traditionnels, en créant des différences régionales distinctes. Au fil des années, le heavy metal a donné naissance à des sous-genres variés. Le genre s'est popularisé dans les années 1970 et 1980, au fur et à mesure de l'apparition de ses sous-genres, et il génère toujours dans les années 2000 un fort engouement de la part de ses adeptes.
Au Botswana, le genre est apparu dans les années 1970 avec l'introduction d'un rock classique pour évoluer vers une sous-culture distinctive avec une esthétique inspirée du « cowboy ». Le premier groupe de heavy metal uniquement composé de Noirs, fut Demogorath Satanum.
D'autres pays, le Mozambique, la Namibie, le Zimbabwe et Madagascar développèrent des formes de heavy metal spécifiques. Le heavy metal africain mozambicain a fait l'objet du documentaire Terra Pesada. La Namibie a organisé un festival de heavy metal africain à Windhoek entre 2007 et 2014 nommé le Windhoek Metal Fest. Le Zimbabwe a tenu son premier concert de heavy metal africain à Harare en 2015  et le premier album enregistré à Shona est sorti en 2018. La scène du métal angolais a été documentée et présentée dans le film Death Metal Angola.

## Afrique du Nord

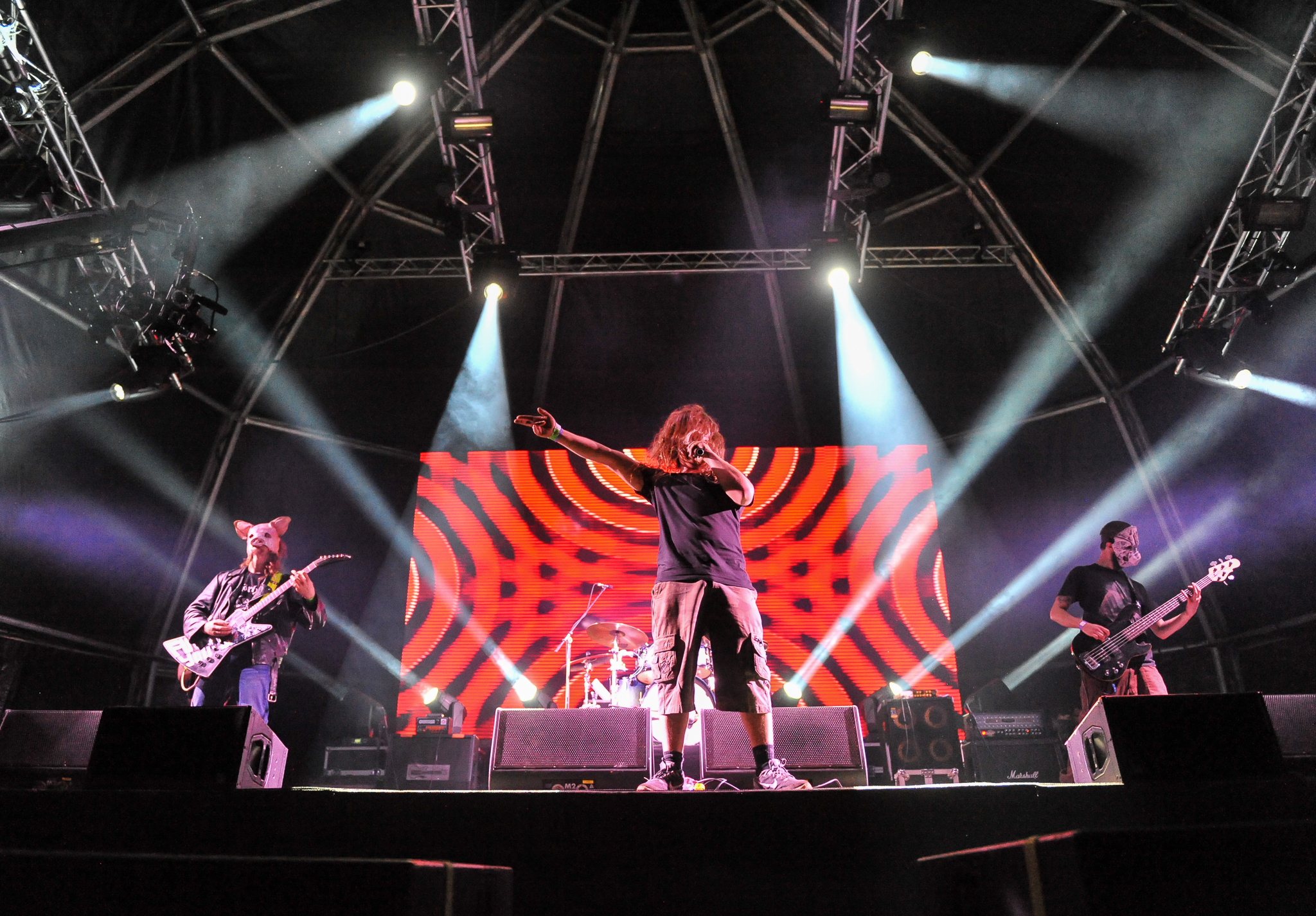
Boargazm au festival d'Oppikoppi en 2014.

Le heavy metal a fait son apparition en Afrique du Nord dans les années 1980. Les groupes de heavy metal nord-africains, et leurs fans sont des militants politiques pour lesquels la répression politique fut sévère.

### Égypte
La révolution de 2011 a politisé davantage le heavy metal et a fait gagner le genre en popularité auprès du grand public d'Égypte. Cependant, le métal lourd n'est toujours pas pleinement accepté par la société égyptienne. Les forces de sécurité ont empêché 35 groupes de métal d'entrer dans le pays et, en 2012, les médias et les Frères musulmans ont accusé les fans du genre du satanisme, bien que les allégations n'aient pas produit les mêmes effets que celles formulées en 1997. Cependant, de nombreux groupes ont depuis quitté l'Égypte, constatant que la fin de la révolution a provoqué un déclin de la scène,.

### Maroc
Le heavy metal au Maroc a la même répression qu'en l'Égypte. Neuf membres du groupe de heavy metal et cinq fans ont été condamnés à une peine de prison pour avoir été anti-islamiques en 2003. Malgré ces mises en examen les fans de festivals comme le L'Boulevard, un festival de musique urbaine sous forme compétitive organisé à Casablanca, ont gagné en popularité et même en support gouvernemental. Il permet à de jeunes formations musicales de se faire connaître par un plus large public, à travers la compétition. L'événement est réparti en trois parties: L'boulevard Festival, la compétition nommée Tremplin ainsi que Sbagha Bagha qui est une occasion pour plusieurs graffiteurs de transformer quelques murs de la Ville Blanche grâce à leurs créations.

### Tunisie, Libye et Algérie
Les groupes tunisiens en raison d'un manque d'équipements, connaissent des difficultés d'accès aux maisons de disques, aux lieux et aux studios d'enregistrement
En Libye, le heavy metal se développe après la guerre civile libyenne de 2011.
Le heavy metal algérien s'est fortement implanté, depuis les années 1990 alors qu'il était un mouvement clandestin, ce qui lui valut les attaques des médias et du public durant la guerre civile algérienne.

## Afrique orientale, centrale et occidentale

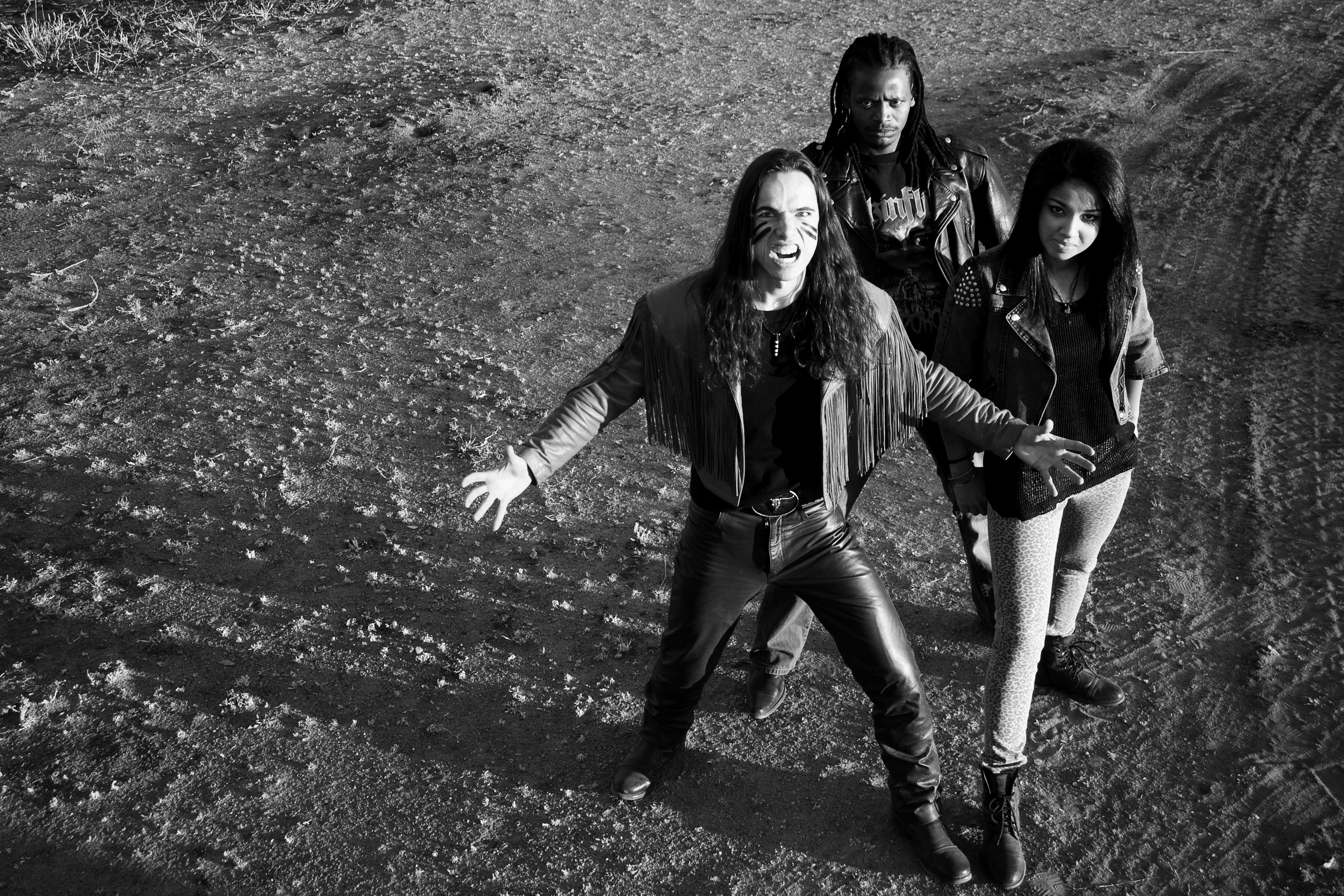
Skinflint Band du Botswana.

L'Afrique de l'Est et de l'Ouest ont vu moins de présence du heavy metal africain. Le Kenya et l'Ouganda en Afrique de l'Est ont leurs scènes de heavy metal. Le Kenya a été introduit pour la première fois dans la musique métal dans les années 1990 et celle-ci a gagné en popularité dans les années 2000. Les musiciens kényans utilisent leurs croyances chrétiennes et la crise post électorale de 2008 comme source d'inspiration pour leurs chansons.
Le groupe togolais Arka'n Asrafokor, créé en 2010, propose une fusion de heavy metal et de musique traditionnelle locale.

## Afrique du Sud

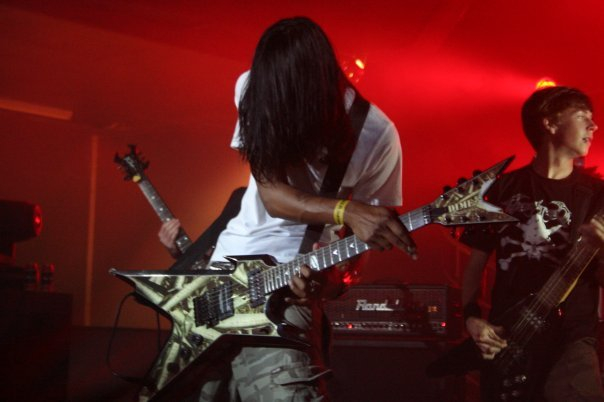
Shay Kallie.

L'écrivain Edward Banchs a voyagé à travers l'Afrique du Sud, le Botswana, le Kenya, Madagascar, Maurice, la Réunion et le Zimbabwe. Il y a rencontré de nombreux musiciens de heavy metal africain ainsi que leurs fans afin de publier un ouvrage qui traduit la montée des luttes menées dans ces pays subsahariens et insulaires,. Le heavy metal y a été introduit, dans la ville de Johannesbourg vers les années 1980. Là, il a rencontré un vif succès notamment avec les groupes Odyssey, Ragnärok, Urban Assault et Voice of Destruction. Avec une industrie musicale bien établie, le heavy metal s'implante bien en Afrique du Sud. Il s'est popularisé avec Riddare av Koden, un groupe de death metal mélodique sud-africain, originaire de Secunda. Ce groupe a débuté en 2006 sous le nom d'Elegy avec les deux frères Nathan et Daniel Wilson, et leur ami Shay Kallie. Le groupe de rock Seether, contribua, lui aussi, à populariser le heavy metal. Originaire de Pretoria, il s'était produit sous le nom de Saron Gas jusqu'en 2002.
En 2010, le heavy metal s'est occidentalisé avec les groupes Red Helen, Facing The Gallows et Betray The Emissary qui ont suivi des normes plus internationales.